# Cerro Tomasamil
El cerrro Tomasamil es un volcán inactivo altamente erosionado en el suroeste de Bolivia, ubicado en la región del Altiplano. Se encuentra a unos 150 km al suroeste del famoso Salar de Uyuni y también está relativamente cerca del Salar de Chiguana. También se encuentra 6 km al este de Ollagüe, otro pico extinto ultraprominente en la frontera con Chile. Debido a su ubicación, el pico del cerro Tomasamil suele tener poca o nada de nieve. Sin embargo, se trata de un fenómeno relativamente reciente, ya que en años anteriores Tomasamil a menudo recibía suficientes precipitaciones como para que el pico quedara cubierto de nieve. El área alrededor de la montaña está dominada por focos de arbustos ocasionales y tierra expuesta, junto con extensos salares, típicos de la región en la que se encuentra. En las partes bajas del Tomasamil se pueden encontrar animales como la vicuña, y plantas como la yareta, planta que se encuentra en zonas altas de los Andes.

## Galería

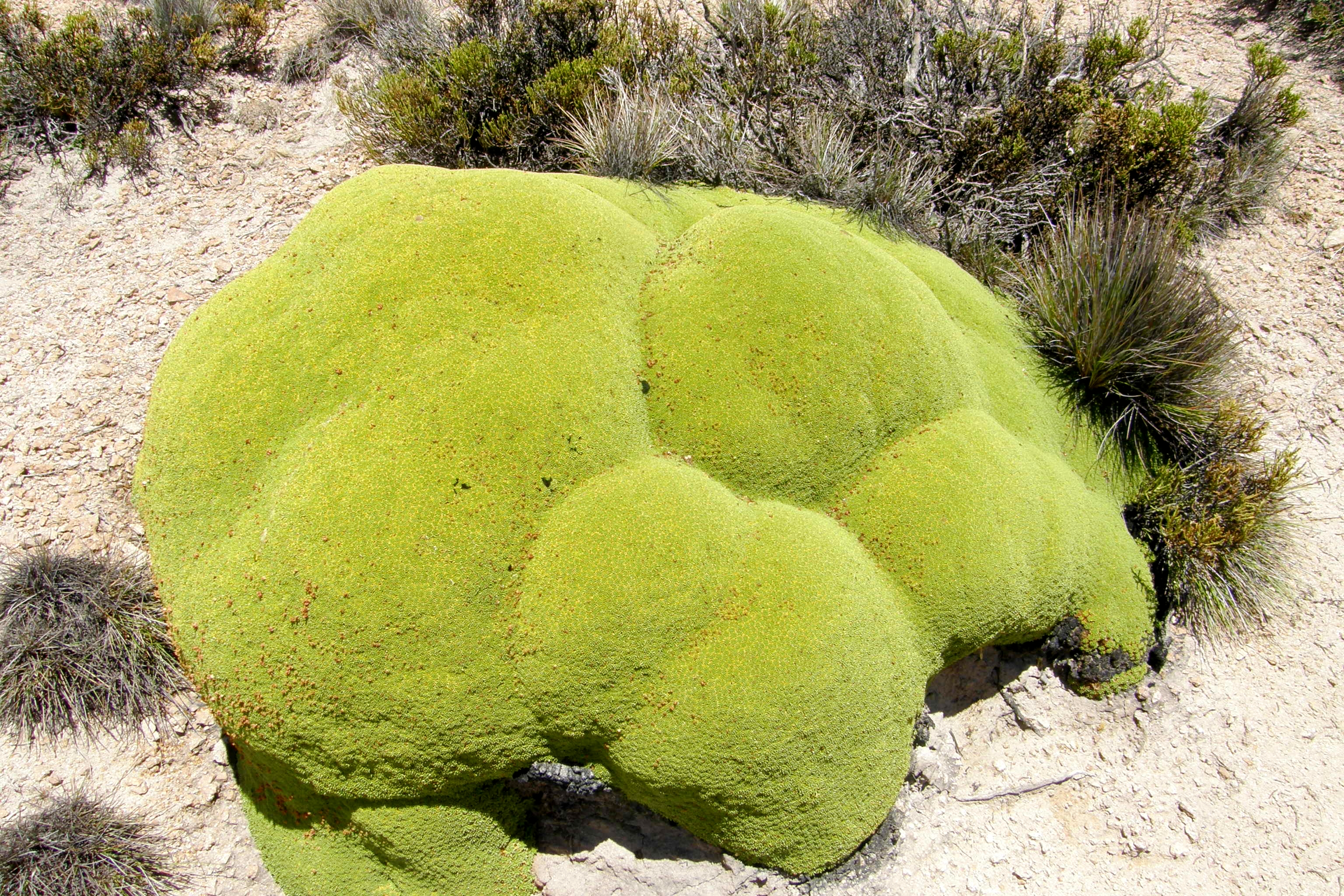
Un ejemplo de planta de yareta encontrado en elParque Nacional Lauca, Chile
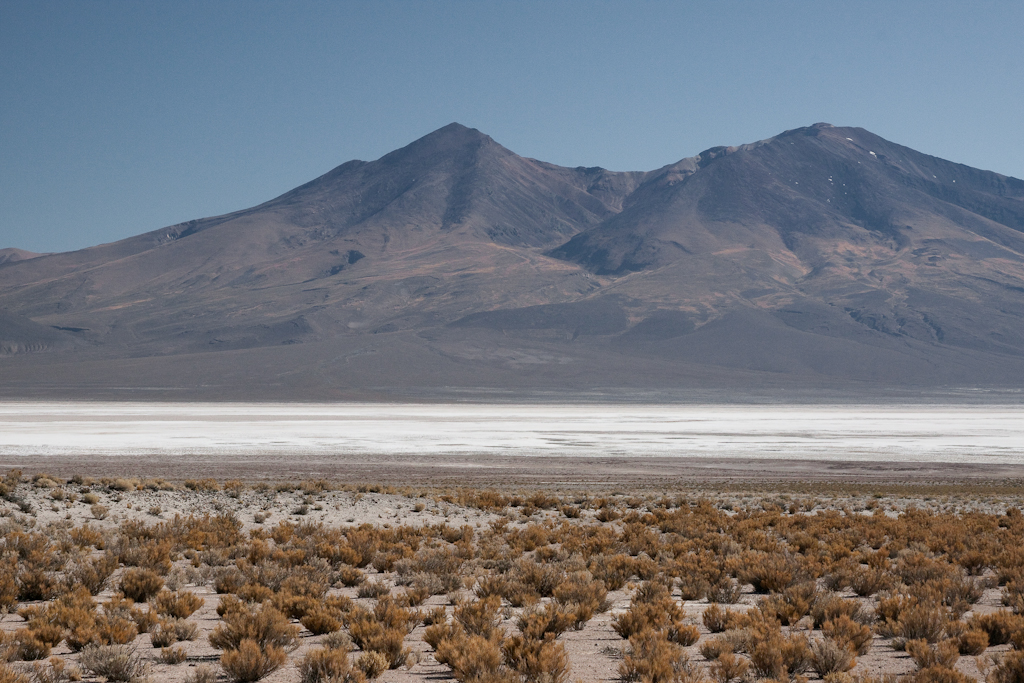
Salar de Chiguana